# Bajan
"Bajan" es una canción compuesta por el músico argentino Luis Alberto Spinetta, que integra -como track 7- el álbum Artaud de 1973, de Luis Alberto Spinetta bajo el nombre de Pescado Rabioso, álbum que ha sido considerado el mejor de la historia del rock argentino.
Luis Alberto Spinetta canta y toca la guitarra eléctrica, acompañado por su excompañero de Almendra, Emilio del Guercio en bajo y su hermano Gustavo Spinetta en batería.
La revista Rolling Stone la ha considerado como la mejor de las canciones de Spinetta, y en general suele ser incluida entre las diez canciones más importantes del músico.
En 1993 Gustavo Cerati incluyó una versión de este tema en su álbum Amor amarillo.
En 2009, Spinetta eligió dos temas del álbum Artaud para incluirlos en el recital histórico Spinetta y las Bandas Eternas en el que repasó toda su obra; uno de ellos fue "Bajan", cantada junto a Gustavo Cerati, en tanto que el otro fue "Cementerio Club"; ambos con Gustavo Spinetta en batería.

## Contexto
El álbum Artaud fue compuesto por Spinetta y su banda (pescado rabioso) en el segundo semestre de 1973, inspirándose en la obra del poeta y dramaturgo surrealista Antonin Artaud, especialmente en sus obras Heliogábalo o el anarquista coronado (1934) y Van Gogh, el suicidado por la sociedad (1947). Spinetta se siente impactado por la tragedia y el sufrimiento, pero a la vez por la riqueza interior, de esos personajes vulnerables, alienados y marginados, como Artaud, el creador del teatro de la crueldad que inauguró el teatro moderno y fue encerrado en los manicomios franceses; Heliogábalo, el emperador transgénero anarquista descuartizado cuando tenía solo 18 años; y Vincent Van Gogh, el genial pintor suicidado por una sociedad que no toleraba su visión del mundo.
El disco fue concebido en un momento crucial de la historia sudamericana, de alta violencia política, en el que comenzaban a instalarse dictaduras militares, que anularían completamente la vigencia de los derechos humanos durante dos décadas. El músico relacionaba ese momento del país, con la desesperación que transmitía la obra de Artaud y el nihilismo del rock expresado en las drogas y la "promiscuidad sin sentido", y lo sentía incompatible con su propia visión del rock y de la vida, expresada en el Manifiesto cuyo título toma de la evaluación que Artaud hace de Van Gogh, "Rock: música dura, la suicidada por la sociedad", y que Spinetta publica simultáneamente con el disco. En su Manifiesto Spinetta denuncia la "profesionalidad" y el "negocio del rock", "porque en esa profesionalidad se establece un juego que contradice la liberación, que pudre el instinto". Spinetta expone aquí la necesidad de preservar una visión dura de la realidad, que es la esencia del rock, y dar a la vez una respuesta basada en el amor:

Quien lo haya leído (a Artaud) no puede evadirse de una cuota de desesperación. Para él la respuesta del hombre es la locura; para Lennon es el amor. Yo creo más en el encuentro de la perfección y la felicidad a través de la supresión del dolor que mediante la locura y el sufrimiento. Creo que sólo si nos preocupamos por sanear el alma vamos a evitar distorsiones sociales y comportamientos fascistas, doctrinas injustas y totalitarismos, políticas absurdas y guerras deplorables. La única forma de hacer subir el peso es con amor.
Luis Alberto Spinetta

## La canción
"Bajan" es el séptimo track del álbum Artaud. Se trata de un rock lento. El título se refiere al tiempo, a "las horas" que "bajan" cuando la vida se vive con apuro:

No te apures ya más loco,
porque es entonces cuando las horas
bajan, el dia es tibio sin sol;.
bajan, la noche te oculta la voz.
Bajan

La letra está dicha en primera persona y dirigida en segunda persona a un hombre ("loco") primero, y una mujer ("nena"), después, relacionándolos en ambos casos, ambiguamente con el sol y la luna. Artaud pone la misma ambigüedad sol/luna en el centro de su ensayo sobre el emperador transgénero Heliogábalo, como expresión de lo masculino y lo femenino que se unían en su persona:

Y además vos queres sol.
Despacio también podés hallar la luna
Bajan

El crítico musical Claudio Kleinman, en un artículo en la revista Rolling Stone, describe del siguiente modo sus impresiones sobre la canción:

"BAJAN". Uno de los temas más rockeros del álbum (aquí nuevamente con Gustavo y Emilio), consagrado años después con la versión de Cerati en Amor amarillo, prácticamente calcada de la interpretación de Pescado. Es quizá la canción más optimista en un trabajo signado por el sufrimiento, con sus imágenes sobre el paso del tiempo impregnadas de cándida juventud ("tengo tiempo para saber/ si lo que sueño concluye en algo"). El mensaje final establece una clara conexión con la utopía hippie, aún presente tanto en la mente de Luis como en los sueños de su generación: "Y además vos queres sol/ despacio también podés hallar la luna".
Claudio Kleinman

Armónicamente hablando, "Bajan" está muy fuera de la media, presentando progresiones atípicas para el género, así como el ya clásico riff de introducción estilo country. Cabe destacar el acorde armado por la guitarra sobre "despacio, también": se trata de un Emaj7aug (Mi mayor séptima con quinta aumentada), cuya quinta aumentada (Si#/Do) genera una disonancia con la nota tocada por el bajo (Si) que es la quinta natural de Mi, formando así un intervalo de novena menor.

## Créditos
- Luis Alberto Spinetta: guitarra eléctrica, guitarra rítmica y voz.
- Emilio del Guercio: bajo.
- Gustavo Spinetta: batería.

## Otras versiones
En dos ocasiones, Luis Alberto Spinetta y Gustavo Cerati se encontraron en un escenario para tocarla juntos, la primera de ellas fue en el año 2007 en un show gratuito que Cerati dio sobre la Avenida Alcorta en Buenos Aires; y la segunda en el recital de las "Bandas Eternas" de Spinetta de 2009 en el Estadio Vélez Sarsfield.
En el año 2010, Luis Alberto Spinetta hizo una regrabación con su banda estable para la película "Antes" de Daniel Gimelberg.

## Curiosidades
- "Bajan" no era una canción que se encontraba en el repertorio de muchos recitales de Spinetta, por el cual la gente coreaba el título de la canción en forma de pedir que la toque, algo que muchas veces fastidiaba al artista.